# Kyle Anderson
Kyle Forman Anderson (Nova Iorque, 20 de setembro de 1993) é um jogador chinês-americano de basquete profissional que atualmente joga pelo Miami Heat na National Basketball Association (NBA).
Ele jogou basquete universitário pela UCLA Bruins e foi selecionado pelo San Antonio Spurs como a 30ª escolha geral no Draft da NBA de 2014. Ele jogou quatro temporadas com o San Antonio antes de assinar com o Memphis Grizzlies em 2018. Após quatro temporadas com os Grizzlies, ele assinou com o Minnesota Timberwolves. 
Em 2023, Anderson se tornou um cidadão chinês naturalizado e jogou pela Seleção Chinesa na Copa do Mundo.

## Primeiros anos
Anderson nasceu na cidade de Nova York e cresceu em Nova Jersey. Ele começou a jogar basquete no dia em que começou a andar, três dias antes de seu primeiro aniversário. Ele participou de seu primeiro acampamento de basquete aos três anos de idade. O pai de Anderson, que jogou basquete no Glassboro State College (agora Rowan University) e se tornou um técnico de uma escola secundária em Nova Jersey, preparou-o para ser um armador. Embora Anderson fosse alto, seu pai não queria que ele fosse "classificado" como um pivô. Ele fez seu filho jogar com jogadores mais velhos em times da Amateur Athletic Union (AAU); geralmente o menor jogador da quadra, Anderson desenvolveu habilidades de armador desde cedo, ao passar para seus companheiros maiores.
Ele começou sua carreira no ensino médio na Paterson Catholic High School. Embora possuísse as habilidades de um armador, sua altura de 1,96 m levou os treinadores a colocarem ele como ala. Depois de dois anos na Paterson Catholic, a escola fechou e Anderson mudou-se para a St. Anthony High School. No geral, ele compilou o recorde de 119–6 como titular em quatro anos.
Anderson com 2,03 m costumava ser listado como ala, mas ainda se considerava um armador. Entre os recrutas de 2012, ele foi classificado como o melhor ala pelo Rivals.com e como o 2º melhor pela ESPN.com e Scout.com, atrás de Shabazz Muhammad.

## Carreira universitária

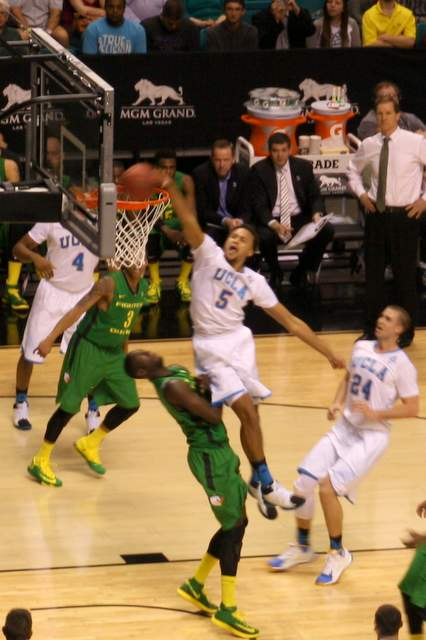
Anderson enterrando contra Oregon durante o Torneio da Pac-12 de 2014

Em 19 de setembro de 2011, Anderson se comprometeu a frequentar a UCLA. Um fator importante em sua decisão foi o histórico do técnico, Ben Howland, de formar armadores de sucesso da National Basketball Association (NBA).
Jogando principalmente como ala-pivô em sua primeira temporada, Anderson terminou a temporada com médias de 9,7 pontos, 8,6 rebotes e 3,5 assistências. Ele liderou o time nos rebotes e foi o único jogador classificado entre os 10 primeiros na Pac-12 em rebotes e assistências. Ele foi o primeiro jogador da Pac-12 desde Bill Walton em 1973-74 a ter pelo menos 300 rebotes e 100 assistências na mesma temporada. Anderson foi nomeado para a Segunda Equipe e para a Equipe de Novatos da Pac-12. Projetado pelos executivos da NBA para ser escolhido na primeira metade da segunda rodada do Draft da NBA de 2013, Anderson considerou muito deixar a faculdade.
Anderson decidiu retornar à UCLA em 2013–14. Com uma porcentagem de arremessos de apenas 41,6% durante a temporada anterior, ele trabalhou para melhorar seu arremesso de médio alcance. O novo técnico de UCLA, Steve Alford, colocou Anderson de volta à sua posição natural de armador. No novo ataque de UCLA, ele jogou com mais confiança e exibiu um arremesso melhorado. Em 22 de novembro de 2013, ele registrou 13 pontos, 12 rebotes e 11 assistências na vitória por 81-70 sobre Morehead State; foi o primeiro triplo-duplo da universidade desde Toby Bailey em 1995. Anderson foi homenageado como o MVP do Torneio da Pac-12 de 2014, que a UCLA conquistou em seu primeiro título de torneio de conferência em seis anos.

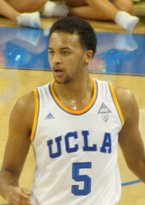
Anderson em 2014

Com médias de 14,9 pontos, 8,7 rebotes e 6,5 assistências, Anderson foi chamado de "a maior ameaça triplo-duplo do país" pelo Orange County Register. Ele liderou o time em rebotes e assistências e foi eleito o MVP da equipe. Nacionalmente, ele ficou em sexto lugar em assistências. Anderson também foi o terceiro na Pac-12 em média de rebotes e roubos de bola (1,8). Ele foi o primeiro jogador na história da Pac-12 a registrar 200 rebotes e 200 assistências em uma temporada, bem como o primeiro jogador da Divisão I com pelo menos 500 pontos, 300 rebotes e 200 assistências em uma temporada. A porcentagem de arremessos de Anderson melhorou sete pontos percentuais desde seu primeiro ano, enquanto sua porcentagem de arremessos de três pontos saltou de 21 para 48%. A Associated Press e o Sporting News nomearam Anderson para a Terceira-Equipe All-American e para a Primeira-Equipe da Pac-12.

## Carreira profissional

### San Antonio Spurs (2014–2018)

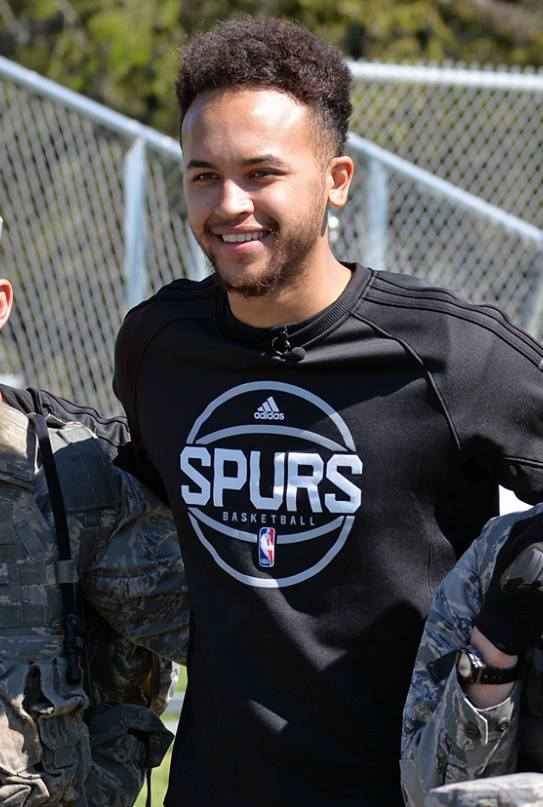
Anderson com o San Antonio Spurs em 2017

Em 16 de abril de 2014, Anderson anunciou que abriria mão de sua elegibilidade universitária restante e entraria no draft da NBA de 2014. Muitas equipes o projetaram como um ala-pivô, com alguns comparando-o a Boris Diaw, um jogador de longa data da NBA com habilidades de ponta que também joga em um ritmo lento.
Anderson foi selecionado pelo San Antonio Spurs como a 30ª escolha geral. Em 12 de julho de 2014, ele assinou um contrato de 2 anos e US$2.2 milhões com os Spurs e se juntou a eles para o Summer League de Las Vegas. Anderson começou a temporada de 2014-15 como o único novo jogador do time, com o resto do elenco que ganhou o título na temporada anterior intacto. Os Spurs costumava descansar seus titulares, resultando em tempo de jogo para Anderson. Ele fez sua estreia na NBA no quarto jogo da temporada, jogando 31 minutos, o recorde do time, na derrota por 98-81 para o Houston Rockets, enquanto o técnico Gregg Popovich descansou Tim Duncan e Manu Ginóbili. Em 10 de dezembro, com cinco jogadores fora da equipe devido a uma combinação de lesões ou descanso, Anderson estreou como titular na NBA e marcou nove pontos na vitória por 109-95 sobre o New York Knicks. Ele continuou a receber tempo de jogo enquanto Kawhi Leonard permaneceu de fora por um longo período devido a uma lesão na mão.
Durante sua temporada de estreia, ele também teve vários jogos com o Austin Spurs da D-League. Em 9 de fevereiro, ele foi nomeado o Melhor Jogador da Semana da D-League após ter médias de 19,0 pontos, 11,0 rebotes, 5,5 assistências e 1,5 bloqueios. Ele foi nomeado o Jogador do Mês em fevereiro, quando teve médias de 22,8 pontos, 8,8 rebotes e 4,7 assistências, levando Austin a um recorde de 8-1.
Durante a pós-temporada, Anderson jogou na Summer League de 2015 em Las Vegas e foi eleito o MVP da liga. Ele se tornou uma parte regular da rotação do San Antonio na temporada de 2015–16 com média de 16 minutos. No último jogo da temporada regular, ele teve seu primeiro duplo-duplo na NBA com 15 pontos e 10 rebotes, levando o Spurs a uma vitória por 96-91 sobre o Dallas Mavericks.
Na temporada de 2016–17, ele jogou em 72 partidas, incluindo 14 como titular, mas seu desempenho geral regrediu. Os Spurs foram eliminados dos playoffs nas finais da Conferência Oeste, quando Anderson registrou 20 pontos, sete rebotes e quatro roubos de bola na derrota no Jogo 4 para o Golden State Warriors.
Com Leonard fora por um longo período devido a uma lesão no quadríceps, Anderson começou a temporada de 2017–18 como titular. Em 20 de novembro de 2017, ele teve 13 pontos e 10 assistências, o recorde de sua carreira, na vitória por 96-85 sobre o Atlanta Hawks. Em Oklahoma City Em 3 de dezembro, contra o Oklahoma City Thunder, Anderson foi titular no lugar de LaMarcus Aldridge em repouso quando sofreu uma distensão de grau 1 no ligamento colateral medial (LCM) de seu joelho esquerdo no terceiro quarto. Com Leonard ausente na maior parte da temporada, Anderson jogou em 67 jogou e teve médias de 7,9 pontos, 5,4 rebotes, 2,7 assistências e 1,6 roubos de bola.

### Memphis Grizzlies (2018–2022)
Após a temporada de 2017-18, Anderson se tornou um agente livre restrito. Ele assinou um contrato de quatro anos e US$ 37,2 milhões com o Memphis Grizzlies depois que o Spurs se recusou a igualar a oferta.
Em 10 de novembro de 2018, Anderson teve oito pontos e 13 rebotes, o recorde de sua carreira, na vitória por 112–106 sobre o Philadelphia 76ers. Ele seguiu com um segundo jogo consecutivo com 13 rebotes na derrota para o Utah Jazz. Em seu retorno a San Antonio em 21 de novembro, Anderson teve nove pontos e nove rebotes em 38 minutos, o recorde do time, na vitória por 104–103 sobre os Spurs. Em janeiro de 2019, ele perdeu duas semanas devido a uma lesão no tornozelo. Ele voltou para dois jogos antes de ser afastado das quadras no início de fevereiro devido a uma lesão persistente no ombro. Em abril, ele foi submetido a uma cirurgia para tratar a dor no ombro direito e outros sintomas associados. Anderson disse que os médicos removeram sua costela superior para liberar o fluxo nervoso do pescoço para a mão direita. A operação exigiu que ele reaprendesse a arremessar.
Anderson ainda estava sentindo desconforto com a cirurgia no ombro quando a pré-temporada de 2019-20 começou e havia dúvidas sobre sua saúde para a próxima temporada. No entanto, sua recuperação foi bem durante a temporada regular. Sob o sistema de ritmo acelerado do novo técnico do Grizzlies, Taylor Jenkins, Anderson jogou como ala, ala-pivô e pivô.
Na temporada de 2020-21, Anderson abriu a temporada com dois dígitos em rebotes em cada um dos dois primeiros jogos. Ele registrou mais de 10  rebotes em jogos consecutivos pela segunda vez em sua carreira e foi seu primeiro jogo com pelo menos 20 pontos e 10 rebotes. No jogo seguinte contra o Brooklyn Nets, Anderson teve 28 pontos com quatro cestas de 3 pontos em uma vitória por 116-111. Foi a primeira vez que Anderson marcou pelo menos 20 pontos em jogos consecutivos. Em 10 de maio de 2021, no Play-In contra o New Orleans Pelicans, ele registrou quatro bloqueios na vitória por 115–110. Durante a temporada, Anderson fez 69 jogos como titular, jogando principalmente como ala-pivô.
Anderson foi para o banco na temporada seguinte depois que Memphis decidiu enfatizar Jaren Jackson Jr., juntamente com a aquisição de Steven Adams. Em 3 de março de 2022, Anderson teve o recorde de sua carreira com seis roubos de bola contra o Boston Celtics.

### Minnesota Timberwolves (2022–2024)
Em 8 de julho de 2022, Anderson assinou um contrato de 2 anos e US$18 milhões com o Minnesota Timberwolves. Em 9 de dezembro, Anderson registrou 15 pontos e 12 assistências, o recorde da temporada, durante uma vitória por 118–108 contra o Utah Jazz.
Em 9 de abril de 2023, durante uma vitória contra o New Orleans Pelicans, Anderson se envolveu em uma briga com seu companheiro de equipe, Rudy Gobert. Gobert atingiu Anderson após uma discussão resultando no francês sendo escoltado para fora da quadra. Gobert não voltou ao jogo e mais tarde foi mandado para casa. Em sua primeira temporada com os Timberwolves, Anderson teve médias de 9,4 pontos, 5,3 rebotes e 4,9 assistências.

### Golden State Warriors (2024–Presente)
Em 6 de julho de 2024, Anderson foi negociado com o Golden State Warriors em uma troca de seis times, incluindo também o Philadelphia 76ers, Dallas Mavericks, Denver Nuggets e Charlotte Hornets, que se tornou a primeira transação de seis times da NBA.

## Carreira na seleção
Em 2023, Anderson disse que consideraria jogar pela Seleção Chinesa. Em 24 de julho de 2023, a Associação Chinesa de Basquete anunciou que ele havia obtido a cidadania chinesa antes da Copa do Mundo de 2023.

## Perfil do jogador

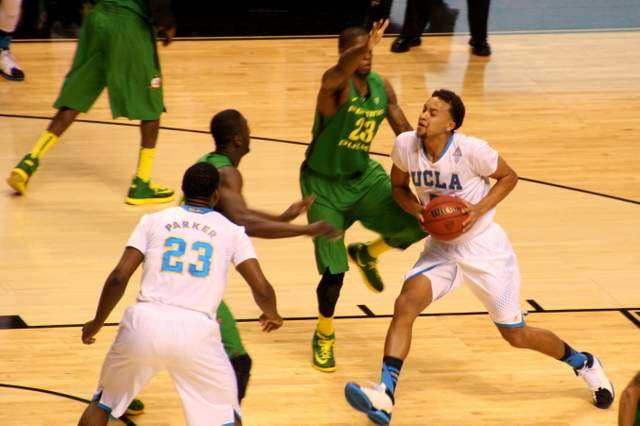
Anderson é apelidado de "Slow Mo" por causa de seu estilo deliberado.

No ensino médio, Anderson era considerado capaz de jogar em qualquer uma das quatro posições na quadra, fazendo comparações com Magic Johnson.
Raramente um jogador da estatura de Anderson - com 2,06 m de altura e 2,21 m de envergadura - foi encarregado de comandar o ataque de um time universitário. Ele era um talento único, com uma vantagem de tamanho para posicionar defensores menores e as habilidades de manuseio da bola para executar o ataque. Ele se sentia confortável jogando perto da tabela e no perímetro. Anderson era o raro armador que conseguia pegar um rebote e iniciar sozinho um contra-ataque. Ele era frequentemente descrito como um pesadelo para os oponentes.
Anderson joga em um ritmo mais lento e não é tão rápido quanto os jogadores mais talentosos atleticamente. O técnico do San Antonio Spurs, Gregg Popovich, afirmou que "ele não é o que você chamaria de um atleta típico da NBA". No entanto, Anderson é elogiado por seu QI de basquete. Ele é capaz de mudar a velocidade e enganar seus oponentes para mantê-los desequilibrados. Seu estilo metódico lhe rendeu o apelido de "Slow Mo". "Ele realmente entende como usar sua velocidade, ele não é super rápido mas é super inteligente", disse Kevin Boyle, que treinou Anderson na seleção nacional em 2012.

## Estatísticas na carreira

### NBA

#### Temporada regular
| Ano      | Equipe      | PJ  | PT  | MPJ  | AP   | 3P   | LL   | RT  | AS  | BR  | TO | PPJ  |
| -------- | ----------- | --- | --- | ---- | ---- | ---- | ---- | --- | --- | --- | -- | ---- |
| 2014–15  | San Antonio | 33  | 8   | 10.8 | .348 | .273 | .643 | 2.2 | .8  | .5  | .2 | 2.2  |
| 2015–16  | San Antonio | 78  | 11  | 16.0 | .468 | .324 | .747 | 3.1 | 1.6 | .8  | .4 | 4.5  |
| 2016–17  | San Antonio | 72  | 14  | 14.2 | .445 | .375 | .789 | 2.9 | 1.3 | .7  | .4 | 3.4  |
| 2017–18  | San Antonio | 74  | 67  | 26.7 | .527 | .333 | .712 | 5.4 | 2.7 | 1.6 | .8 | 7.9  |
| 2018–19  | Memphis     | 43  | 40  | 29.8 | .543 | .265 | .578 | 5.8 | 3.0 | 1.3 | .9 | 8.0  |
| 2019–20  | Memphis     | 67  | 28  | 19.8 | .474 | .282 | .667 | 4.3 | 2.4 | .8  | .6 | 5.8  |
| 2020–21  | Memphis     | 69  | 69  | 27.3 | .468 | .360 | .783 | 5.7 | 3.6 | 1.2 | .8 | 12.4 |
| 2021–22  | Memphis     | 69  | 11  | 21.5 | .446 | .330 | .638 | 5.3 | 2.7 | 1.1 | .7 | 7.6  |
| 2022–23  | Minnesota   | 69  | 46  | 28.4 | .509 | .410 | .735 | 5.3 | 4.9 | 1.1 | .9 | 9.4  |
| 2023–24  | Minnesota   | 79  | 10  | 22.6 | .460 | .229 | .708 | 3.5 | 4.2 | .9  | .6 | 6.4  |
| Carreira | Carreira    | 653 | 304 | 21.7 | .468 | .318 | .700 | 4.3 | 2.7 | 1.0 | .6 | 6.7  |

#### Play-in
| Ano      | Equipe    | PJ | PT | MPJ  | AP   | 3P    | LL    | RT  | AS  | BR  | TO  | PPJ  |
| -------- | --------- | -- | -- | ---- | ---- | ----- | ----- | --- | --- | --- | --- | ---- |
| 2020     | Memphis   | 1  | 1  | 27.2 | .667 | 1.000 | 1.000 | 6.0 | 9.0 | 2.0 | 1.0 | 10.0 |
| 2021     | Memphis   | 2  | 2  | 35.6 | .294 | .667  | 1.000 | 8.0 | 4.0 | .5  | 3.0 | 9.0  |
| 2023     | Minnesota | 2  | 1  | 38.1 | .391 | .500  | 1.000 | 5.5 | 8.5 | 2.0 | 2.5 | 11.5 |
| Carreira | Carreira  | 5  | 4  | 33.6 | .450 | .722  | 1.000 | 6.5 | 7.1 | 1.5 | 2.1 | 10.1 |

#### Playoffs
| Ano      | Equipe      | PJ | PT | MPJ  | AP   | 3P   | LL    | RT  | AS  | BR  | TO | PPJ |
| -------- | ----------- | -- | -- | ---- | ---- | ---- | ----- | --- | --- | --- | -- | --- |
| 2016     | San Antonio | 10 | 0  | 12.9 | .320 | .333 | .857  | 2.4 | .7  | .6  | .3 | 2.3 |
| 2017     | San Antonio | 15 | 1  | 13.0 | .571 | .300 | .727  | 3.1 | 1.7 | .7  | .1 | 5.5 |
| 2018     | San Antonio | 5  | 1  | 14.8 | .600 | .000 | .750  | 2.6 | .6  | 1.2 | .2 | 5.4 |
| 2021     | Memphis     | 5  | 5  | 28.4 | .429 | .250 | .750  | 5.0 | 3.2 | 2.8 | .0 | 8.4 |
| 2022     | Memphis     | 12 | 1  | 18.4 | .569 | .250 | .611  | 4.3 | 1.8 | .9  | .6 | 6.0 |
| 2023     | Minnesota   | 4  | 0  | 25.9 | .500 | .333 | 1.000 | 4.0 | 4.5 | 1.8 | .5 | 8.5 |
| 2024     | Minnesota   | 15 | 1  | 15.4 | .456 | .250 | .833  | 2.7 | 2.5 | .7  | .3 | 4.3 |
| Carreira | Carreira    | 66 | 9  | 18.4 | .492 | .245 | .789  | 3.4 | 2.1 | 1.2 | .2 | 5.7 |

### Universitário
| Ano      | Equipe   | PJ | PT | MPJ  | AP   | 3P   | LL   | RT  | AS  | BR  | TO | PPJ  |
| -------- | -------- | -- | -- | ---- | ---- | ---- | ---- | --- | --- | --- | -- | ---- |
| 2012–13  | UCLA     | 35 | 34 | 29.9 | .416 | .211 | .735 | 8.6 | 3.5 | 1.8 | .9 | 9.7  |
| 2013–14  | UCLA     | 36 | 36 | 33.2 | .480 | .483 | .737 | 8.8 | 6.5 | 1.8 | .8 | 14.6 |
| Carreira | Carreira | 71 | 70 | 18.9 | .447 | .347 | .736 | 8.7 | 5.0 | 1.8 | .8 | 12.1 |

Fonte: